# Prepartenón
El Prepartenón, como se le suele llamar, o Partenón Antiguo  es un templo dórico, iniciado en la Acrópolis de Atenas tras la victoria de Maratón (490 a. C.).  Fue destruido por los persas en el 480 a. C., cuando no estaba terminado. Las partes supervivientes del templo muestran signos de que fue incendiado en aquella época. Fue reemplazado bajo el gobierno de Pericles por el actual Partenón. 
Tres templos se sucedieron en este emplazamiento: el Hecatompedón (antes del 490 a. C.), luego el muy efímero Hecatompedón (desde el 490. hasta el 480 a. C., inacabado), y finalmente el Partenón.

## Edificio
La victoria de Maratón, durante la primera guerra médica, fue objeto de muchas celebraciones y conmemoraciones. Parece probable que fue en esta ocasión cuando se decidió la construcción de un edificio en honor a Atenea en la Acrópolis. La obra de Ludwig Ross a mediados de la década de 1830 sacó a la luz, bajo el actual Partenón, lo que desde entonces se conoce como el Prepartenón.

### Primer proyecto
Este inmenso templo fue construido sobre una plataforma descubierta por Panagiotis Kavvadias en la década de 1880. Para crearla, fue necesario aplanar la meseta hacia el norte y rellenar la zona hacia el sur (en ocasiones casi 11 m de altura). En total, esta obra requirió 8000 m³ de bloques de poros con un peso medio de 2 toneladas. Para montarlas en la acrópolis, también fue necesario destruir parte de la muralla micénica. No hay otro ejemplo en el mundo griego de tales colosales cimientos. Esta plataforma tenía una superficie de 2203 m² para albergar un edificio de 1570 m². También algunos arqueólogos siguiendo a Wilhelm Dörpfeld quieren ver en esta plataforma la base de un templo similar al templo de Zeus Olímpico  también construido por los Pisistrátidas. Al caer la tiranía, el proyecto no habría sido abandonado por completo, ya que Clístenes, para no crear problemas económicos y sociales al dejar a los trabajadores sin trabajo, habría decidido construir un templo en honor a Atenea Polias. Este templo habría medido 75 m de largo y 29,60 m de ancho. Habría sido hexástilo (6 columnas en la fachada y 14 en cada lado).

### Segundo proyecto
La victoria de Maratón habría cambiado de nuevo el proyecto, dando lugar al Prepartenón de mármol pentélico, todavía hexástilo, más pequeño (66,88 m de largo y 23,47 m de ancho), pero que parece más alargado (6 x 16 columnas). Habría tenido dos salas (como su sucesor): un «hécatompédos néôs» en el este y un «parthénon» en el oeste. aunque el conjunto es dórico, aparecen algunos detalles de orden jónico: los tres grados de la crepidoma (canon dórico) están decorados con un rebaje (canon jónico). Es posible que las obras se detuvieran alrededor del año 483 a. C. cuando Temístocles logró convencer a sus conciudadanos de que la construcción de una flota de guerra era más urgente. Se habían instalado los ortostatos y los primeros tambores (en algunos casos los tres primeros). En uno de los frontones encontrados, una escultura representa dos leones enfrentados, cada uno devorando un toro.

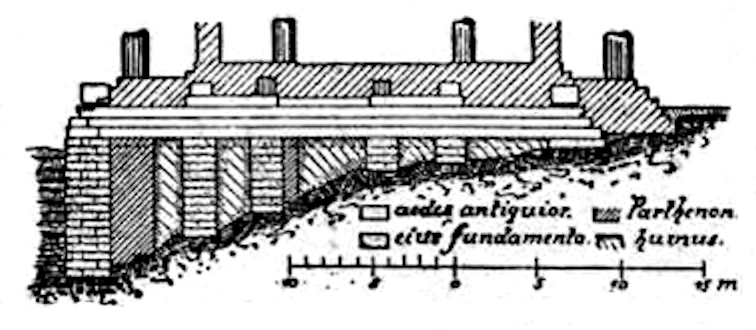
Cimientos del antiguo y del nuevo Partenón.
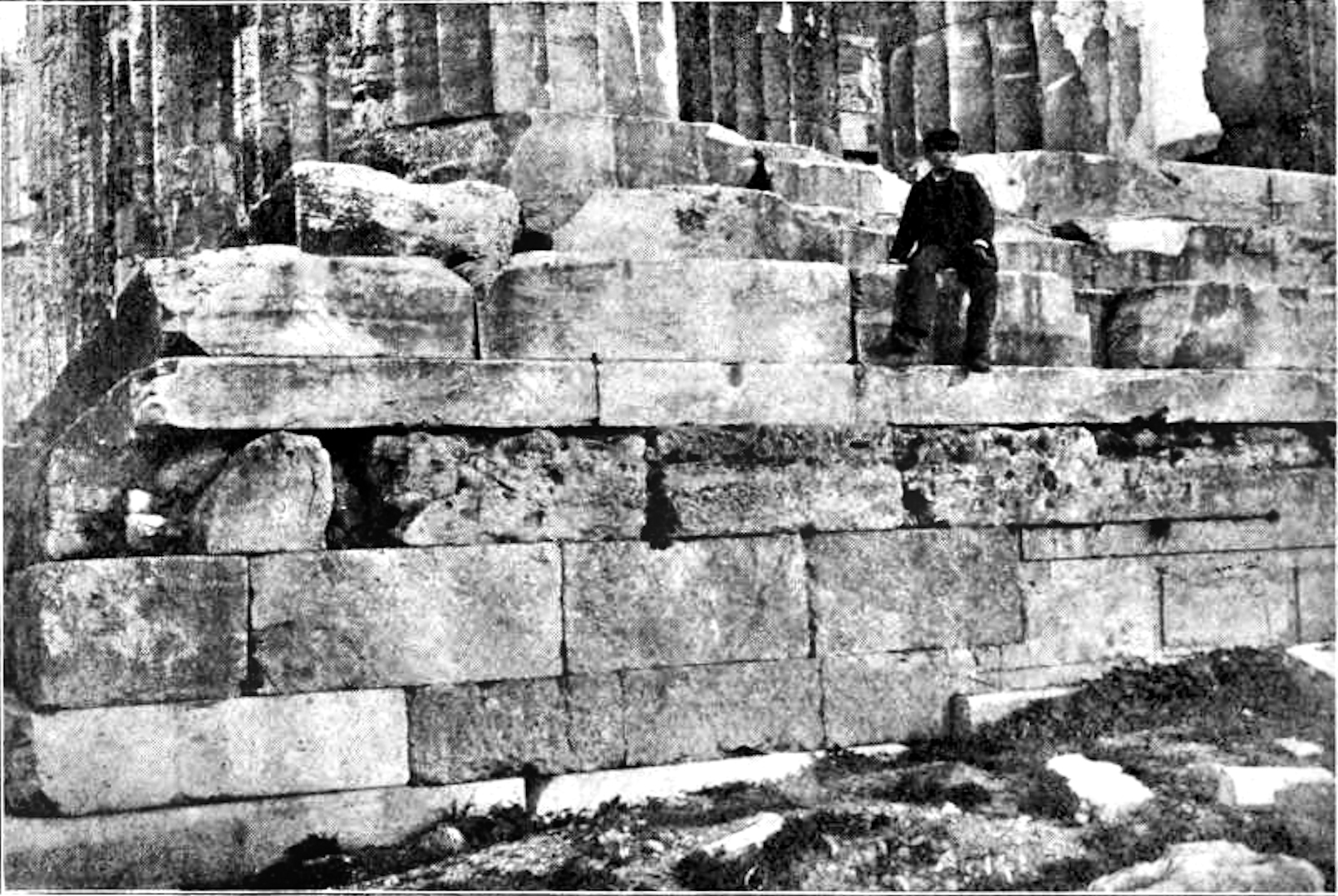
Tres asientos de la crepidoma del Prepartenón, debajo del  Partenón actual.

### Destrucción por los persas
Durante el asedio del 480 a. C., en la segunda guerra médica, los atenienses que se habían refugiado en la Acrópolis lanzaron los tambores de las columnas del Prepartenón a los asaltantes persas. Cuando la Acrópolis fue tomada, los griegos fueron masacrados. El santuario fue saqueado y destrozado. Quedó sin terminar. De hecho, justo antes de la decisiva batalla de Platea, los hoplitas habrían prestado un juramento que sólo está presente en los textos del siglo IV a. C.: «No levantaré ninguno de los templos quemados por los bárbaros, sino que los dejaré como están para recordar a las generaciones futuras la impiedad de los bárbaros». Aunque este juramento puede no tener ninguna realidad histórica, la Acrópolis permaneció en el estado en que había sido dejada por los persas durante más de una generación.
Después de la destrucción del templo, los atenienses no construyeron un nuevo templo en el lugar durante varias décadas. Bajo Pericles, se planificó finalmente el nuevo Partenón, que comenzó a construirse en 447 a. C. y se terminó en 438 a. C. Para su construcción aprovechó gran parte de los extensos cimientos del antiguo Partenón. Como el nuevo templo era más corto pero más ancho que el antiguo, parte de los cimientos del templo antiguo aún pueden verse junto al Partenón actual, especialmente en los lados sur y este del templo. También se utilizaron partes del templo en otros lugares del nuevo Partenón. Partes de las columnas del antiguo templo se utilizaron para construir las murallas de la Acrópolis. Otras partes del templo se han conservado en distintas partes de la Acrópolis. Se han identificado al menos 250 piezas del templo.
El Prepartenón se construyó con mármol blanco del monte Pentélico. En su lado más corto había posiblemente seis columnas. El naos del templo estaba dividido, al igual que el nuevo naos del Partenón, en dos partes: el Partenón propiamente dicho y el Hecatompedón, que era el naos propiamente dicho del templo y el lugar del culto, y conservaba el nombre del templo que se había erigido anteriormente en el mismo lugar. En un extremo del templo se encontraba el pronaos y en el otro el opistodomos. Antes de su destrucción, el templo pudo haber conservado en pie algunas de sus columnas y muros, además de sus cimientos.
| |
| El Perserschutt: depósito de las esculturas destruidas por los persas en el 480 a. C. Fotografía de las excavaciones de 1866. |

| |
| Tambores de columna inacabados, incluidos en el muro construido por Temístocles alrededor de la Acrópolis. |

|                                         |
| Detalle del muro anterior (cara norte). |